# El Fahs (délégation)
El Fahs est une délégation tunisienne dépendant du gouvernorat de Zaghouan.
En 2004, elle compte 43 678 habitants dont 21 589 hommes et 22 089 femmes répartis dans 9 117 ménages et 9 284 logements.